# Jack-O
Pour plus de détails, voir Fiche technique et Distribution.
Jack-O est un film américain réalisé par Steve Latshaw, sorti en octobre 1995.

## Synopsis
Une famille se retrouve confrontée à un démon, qui fut autrefois terrassé par l'un de leurs ancêtres.

## Fiche technique
- Titre : Jack-O
- Réalisation : Steve Latshaw
- Scénario : Brad Linaweaver, Patrick Moran et Fred Olen Ray
- Musique : Jeffrey Walton
- Production : Steve Latshaw, John McCollister, Patrick Moran et Fred Olen Ray
- Pays d'origine : États-Unis
- Genre : horreur
- Date de sortie : 1995
- Interdit aux moins de 12 ans

## Distribution
- Linnea Quigley : Carolyn Miller
- Maddisen K. Krown (sous le nom de Rebecca Wicks): Linda Kelly
- Gary Doles : David Kelly
- Ryan Latshaw : Sean / David Kelly
- Catherine Walsh : Vivian Machen
- Rachel Carter : Julie Miller
- Tom Ferda : Jim
- Michael Walsh : Paul
- Steve Latshaw : Cable Installer
- Cameron Mitchell : Dr. Cadaver
- Brinke Stevens : Witch
- Dawn Wildsmith : Sorceress
- Patrick Moran : Jack-O-Lantern
- John Carradine : Walter Machen (image d'archives)